# Краг, Эрнст-Август
Эрнст-Август Краг (нем. Ernst-August Krag; 20 февраля 1915, Висбаден-Эрбенхейм — 24 мая 1994, Нидерхаузен) — немецкий офицер войск СС, штурмбаннфюрер СС, кавалер Рыцарского креста Железного креста с Дубовыми листьями.

## Биография
Эрнст-Август Краг родился 20 февраля 1915 года в городе Висбаден-Эрбенхейм.
В 1930-х годах вступил в СС (служебное удостоверение № 16 362). 1 мая 1935 года поступил в части усиления СС. Служил в 5-м штурме штандарта СС «Германия», в мае — ноябре 1938 года — в 9-м штурме штандарта СС «Дер Фюрер», с мая 1940 года — в 1-м дивизионе артиллерийского полка СС.
Эрнст-Август Краг принял участие в Польской и Французской кампаниях, а также в боях на советско-германском фронте.
С июня 1941 командир 5-й батареи своего полка, входившего в дивизию СС «Рейх». С декабря 1941 командир 3-й роты разведывательного батальона СС «Рейх», с ноября 1942 — 2-й (с февраля 1943 — 1-й) батареи дивизиона штурмовых орудий СС той же дивизии. В боях на Курской дуге командовал всем дивизионом.
С июня 1944 командир 2-го разведывательного батальона СС своей дивизии. Участник боёв в Нормандии, наступления в Арденнах и боёв в Венгрии. В мае 1945 года в районе Линца сдался в плен американским войскам. В январе 1948 года освобождён.
После освобождения Эрнст-Август Краг жил в Западной Германии и умер в городе Нидерхаузен 24 мая 1994 года.

## Чины
- Унтерштурмфюрер СС (9 ноября 1939)
- Оберштурмфюрер СС (20 апреля 1941)
- Гауптштурмфюрер СС (20 апреля 1943)
- Штурмбаннфюрер СС (20 апреля 1944)

## Награды
- Железный крест (1939)
  - 2-й степени (25 июля 1940)
  - 1-й степени (27 июля 1941)
- Медаль «За зимнюю кампанию на Востоке 1941/42» (3 августа 1942)
- Штурмовой пехотный знак в бронзе
- Знак «за ранение» в золоте
- Знак «за танковую атаку»
- Нагрудный знак «За ближний бой»"
  - в бронзе (3 апреля 1944)
  - в серебре (12 августа 1944)
- Немецкий крест в золоте (9 апреля 1943) — оберштурмфюрер СС, командир 1-й батареи дивизиона штурмовых орудий СС «Рейх»
- Рыцарский крест Железного креста с Дубовыми листьями
  - Рыцарский крест (23 октября 1944) — штурмбаннфюрер СС, командир 2-го разведывательного батальона СС «Рейх»
  - Дубовые листья (№ 755) (28 февраля 1945) — штурмбаннфюрер СС, командир 2-го разведывательного батальона СС «Рейх»